# پاول آرتامونوف
پاول آرتامونوف (به استونیایی: Pavel Artamonov) (۱۵ نوامبر ۱۹۹۶) کاراته‌کا اهل استونی است. از افتخارات وی میتوان به کسب مدال برنز کمیته وزن ۷۵ کیلوگرم در بازی‌های اروپایی ۲۰۱۹ اشاره کرد.